# Oakley (protokół)
Oakley (ang. Oakley Key Determination Protocol) – protokół określania i wymiany kluczy, które wymagane są w procesie uwierzytelniania. W procesie tym wykorzystano technologię algorytmu/protokołu Diffiego-Hellmana. Protokół został zaproponowany przez H. Ormana w 1998 roku i jest wykorzystywany w protokole IKE.